# DR-Baureihe E 94
Die Baureihe E 94 mit dem Spitznamen „Deutsches Krokodil“ (für den Bereich der ehemaligen DB in der BRD) bzw. dem Spitznamen Eisenschwein (für den Bereich der ehemaligen DR in der DDR) bezeichnet eine Baureihe sechsachsiger schwerer Elektrolokomotiven der Deutschen Reichsbahn, die für den Güterzugdienst konzipiert waren und von 1940 bis 1995 im Betrieb waren.
Ein Teil der Lokomotiven verblieb nach dem Krieg bei der BBÖ/ÖBB in Österreich. Dort wurden die zunächst noch als E 94 geführten Loks ab 1953 als Reihe 1020 geführt. Ab Einführung der UIC-Bezeichnungen wird sie ab 1968 als Baureihe 194 der Deutschen Bundesbahn und ab 1970 als Baureihe 254 der Deutschen Reichsbahn geführt, bei den Österreichischen Bundesbahnen unverändert als Reihe 1020.

## Geschichte
Die Co’Co’-Elektrolokomotiven der Baureihe E 94 waren als Nachfolgebaureihe der E 93 vorgesehen und wurden für den schweren Güterverkehr, insbesondere den Rampendienst auf der Frankenwaldbahn und der Geislinger Steige, ab 1940 gebaut und waren für den schweren Güterzugdienst konzipiert. Nach dem Anschluss Österreichs im Jahre 1938 und der damit verbundenen Eingliederung der österreichischen Eisenbahnen in die Deutsche Reichsbahn waren sie schnell als die ideale Lokomotive für die schwierigen Bergstrecken in den österreichischen Alpen erkannt, um die sofort einsetzende Verkehrsmehrung besser bewältigen zu können als mit den überalterten und in zu geringer Anzahl vorhandenen altösterreichischen Baureihen. Die ehemals österr. Dienststellen konnten diesbezüglich auch noch den Einbau ab Werk einer elektrischen Widerstandsbremse für die langen Gefälle-Strecken durchsetzen. Wichtige Strecken wie die Brennerbahn, die Arlbergbahn und die Tauernbahn konnten so nun auch die kriegswichtigen enorm gestiegenen Verkehrsaufkommen bewältigen.
Von der Vorgängerlokomotive der Baureihe E 93 unterschieden sich die E 94 äußerlich durch eine größere Gesamtlänge, die fischbauchförmigen und gelochten Langträger des Brückenrahmens sowie durch die andere Anordnung der seitlichen Fenster und Lüftungsgitter und durch andere Stromabnehmer.
Die AEG sowie Siemens lieferten bis zum Ende des Zweiten Weltkrieges 146 Stück dieser auch KEL (Kriegselektrolok) 1 genannten Maschinen, mit den Betriebsnummern E 94 001 bis 159 (mit Lücken). Beim Fahrzeugbau wurden im Kriegsverlauf und durch Rohstoffknappheit zunehmend sogenannte Heimstoffe verwendet. Als Kriegslok hatte ihr Bau Priorität. Die Loks waren für 90 km/h Höchstgeschwindigkeit zugelassen. Im Jahr 1940 betrug der Kaufpreis pro Lokomotive 470.500 Reichsmark.
Die E 94 waren in der Lage, Güterzüge mit 2.000 Tonnen in der Ebene mit 85 km/h, 1.600 Tonnen über 10 Promille Steigung mit 40 km/h, 1000 Tonnen über 16 Promille mit 50 km/h und 600 Tonnen über 25 Promille mit 50 km/h zu ziehen. Die Lokomotiven bewährten sich gut und waren nun im gesamten elektrifizierten Streckennetz der Deutschen Reichsbahn zu finden. Infolge der Kriegshandlungen waren zum Kriegsende alleine 53 Lokomotiven nicht betriebsfähig, viele weitere hatten kleine Beschädigungen z. B. durch Tieffliegerbeschuss, Splittereinwirkung etc.

## Nachkriegszeit
Nach dem Zweiten Weltkrieg verblieben die meisten Loks bei der Deutschen Bundesbahn (DB). Aus vorhandenen Teilen wurden auch nach Kriegsende noch Lokomotiven fertiggestellt und bei der DB und den Österreichischen Bundesbahnen (ÖBB) in Betrieb genommen. Insgesamt 44 Maschinen erhielten die ÖBB, die sie als Reihe 1020 betrieben und bis 1995 ausmusterten.

### Deutsche Bundesbahn

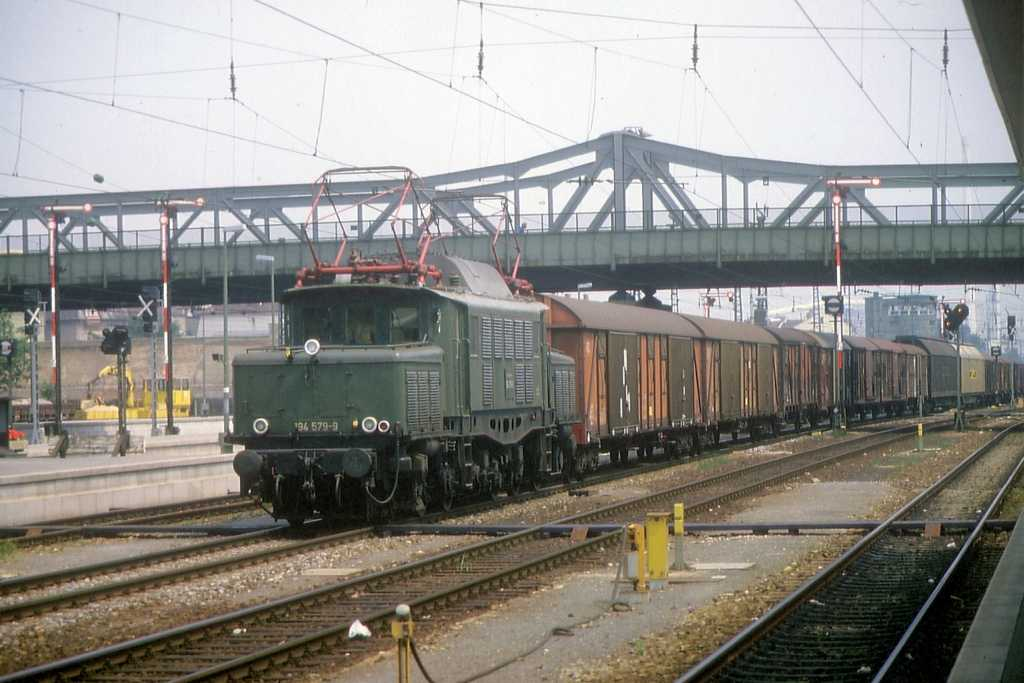
Museumslok 194 579 mit Zusatz-Schlusslicht in Regensburg Hauptbahnhof (1986)

Die DB ließ zwischen 1954 und 1956 weitere 43 Lokomotiven mit den Nummern E 94 178 bis 196 und E 94 262 bis 285 nachbauen und erwarb vier weitere von der Deutschen Reichsbahn, so dass sie insgesamt 124 Fahrzeuge im Bestand hatte. 1968 zeichnete die DB die E 94 gemäß ihrem Baureihenschema in die UIC-Baureihenbezeichnung 194 um.
Der Einsatz der Baureihe 194 bei der Bundesbahn beschränkte sich ausschließlich auf den süddeutschen Raum. Nördlichste und westlichste Anlaufpunkte waren Bebra und Mainz-Bischofsheim. Neben der Bespannung von Güterzügen waren sie als Schiebelokomotiven auf der Geislinger Steige und der Spessartrampe im Einsatz.
Ende der 1950er Jahre erhielten die Lokomotiven größere Dachschirme über den Stirnfenstern, Anfang der 1960er Jahre wurde das dritte Spitzenlicht auf dem Vorbau angeordnet. Acht Exemplare der stärkeren Unterbaureihe 194.5 (siehe Konstruktive Merkmale) erhielten für den Nachschubdienst ein zusätzliches rotes Schlusslicht, welches den Lokführern das ständige Auf- und Absteigen von der Lok zum Umsetzen der Schlussscheibe (Zg 2) ersparte.
Acht weitere Einheiten erhielten 1987 einen Einholmstromabnehmer für die Schweiz und wurden an die Schweizerischen Bundesbahnen (SBB) vermietet.
Die 194 178 wurde als einzige Lok ihrer Baureihe in das ab 1974 gültige Farbschema ozeanblau/elfenbein umlackiert und aufgrund der Farbe und der Seltenheit teilweise auch nach der gleichnamigen Briefmarke Blaue Mauritius genannt. Im Jahr 1988 endete dann der Einsatz der Baureihe 194 bei der DB.

### Deutsche Reichsbahn

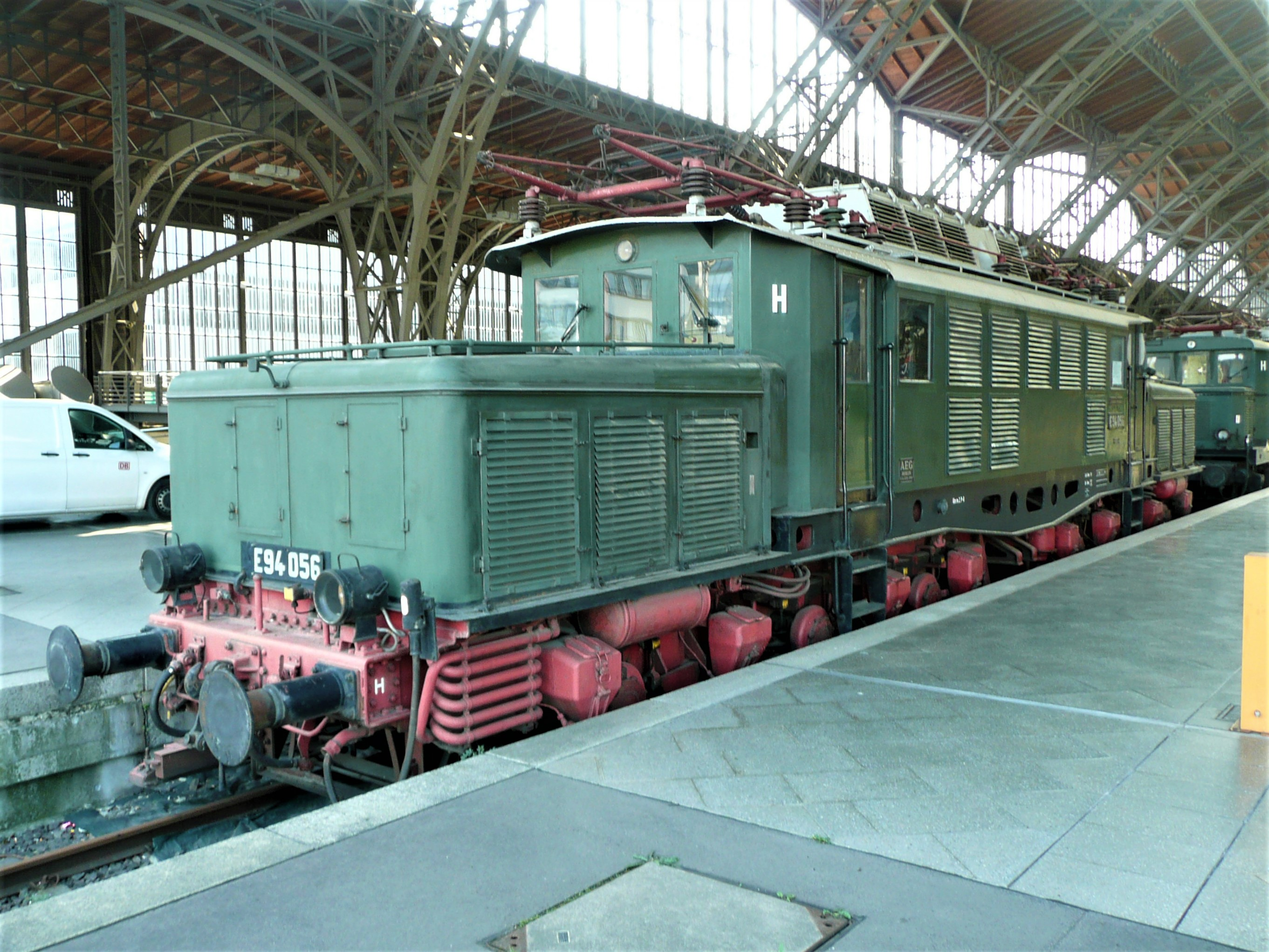
Museumslok E 94 056 im Leipziger Hauptbahnhof

Im Bereich der Deutschen Reichsbahn waren 19 Lokomotiven verblieben, von denen aber 10 schadhaft abgestellt waren. Die E 94 032 wurde im Jahr 1948 zur späteren DB abgegeben.
14 Exemplare wurden nach dem Ende des elektrischen Betriebs im März 1946 in die Sowjetunion als Reparationsgut gebracht. Dort wurden diese zusammen mit 11 vom schlesischen Netz stammenden Lokomotiven in der Mehrzahl für einen Versuchsbetrieb bei Perm auf Russische Breitspur (1520 Millimeter) umgespurt und mit SA3-Mittelpufferkupplung ausgerüstet. Die nicht dafür ausgelegten Drehgestelle büßten dabei an Stabilität ein. Wegen des Platzmangels musste man auch die Radsterne abdrehen.
Im Zusammenhang mit dem zweigleisigen Ausbau der Strecke Zwickau–Aue–Johanngeorgenstadt um das Jahr 1950 gab es auch Pläne, diese zu elektrifizieren. Insgesamt 16 Lokomotiven der E 94 sollten den dortigen Verkehr für die Uranabfuhr der SDAG Wismut übernehmen. Zu einer Verwirklichung dieser Pläne kam es aber nicht, da unter anderem die Vorkommen weniger ergiebig waren als erhofft.
1952 und 1953 wurden die 25 Exemplare der Sowjetunion an die DR zurückgegeben. Wegen der geänderten Spurweite waren die Lokomotiven in der Regel in drei Teile zerlegt und auf Flach- bzw. Tiefladewagen verladen. Somit befanden sich 29 Lokomotiven im Schadpark, von denen 23 Maschinen 1956 bis 1961 wieder in Dienst gestellt werden konnten.
Dabei mussten die geänderten Drehgestelle wieder in den Ursprungszustand gebracht werden, wobei auch die ausgedrehten Radsterne durch Neuteile ersetzt werden mussten. Problematisch bei der Aufarbeitung war, dass der Großteil der ebenfalls abgelieferten Konstruktionszeichnungen nicht zurückgegeben wurde.
Vier E 94 (E 94 042, 046, 054 und 055) wurden zwischen 1956 und 1960 an die Deutsche Bundesbahn verkauft. Zwei weitere Lokomotiven (E 94 007 und 019) wurden wegen größerer Schäden ausgemustert, dienten im RAW Dessau als Ersatzteilspender und wurden schließlich 1967 endgültig zerlegt.
Ab 1956 setzte die DR die E 94 von Bitterfeld, Halle (Saale), Leipzig-Wahren und Magdeburg-Buckau aus im schweren Güterzugdienst ein. Nach Elektrifizierung des Sächsischen Dreiecks ab 1963 wurden auch einige Loks nach Zwickau umstationiert.
Seit dem 1. Juli 1970 liefen die E 94 bei der DR als Baureihe 254. Die naheliegende Umbenennung in Baureihe 294 war nicht möglich gewesen, da die Nummern ab 270 für Elektrotriebwagen reserviert waren. Die Lokomotiven erhielten im Laufe der Jahre neue Stromabnehmer vom Typ RBS 58 und einen roten Anstrich der Drehgestelle.
Als erste Lokomotive wurde am 30. Mai 1974 die 1973 nach einem Kabelbrand abgestellte 254 096 ausgemustert. Die Unfalllok 254 017 folgte am 13. Juli 1978. 1979 übernahm das Braunkohlenkombinat Bitterfeld die 254 057 und 058 und setzte sie unter eigener Regie ein. Auslauf-Bw wurde schließlich das Bw Engelsdorf östlich von Leipzig.
Am 1. Januar 1991 besaß die DR noch acht Maschinen, die jedoch bis auf die Museumslok 254 056 im Laufe des Jahres ausgemustert wurden. Die 254er trugen bei der DR den Spitznamen Eisenschwein.

### Österreichische Bundesbahnen

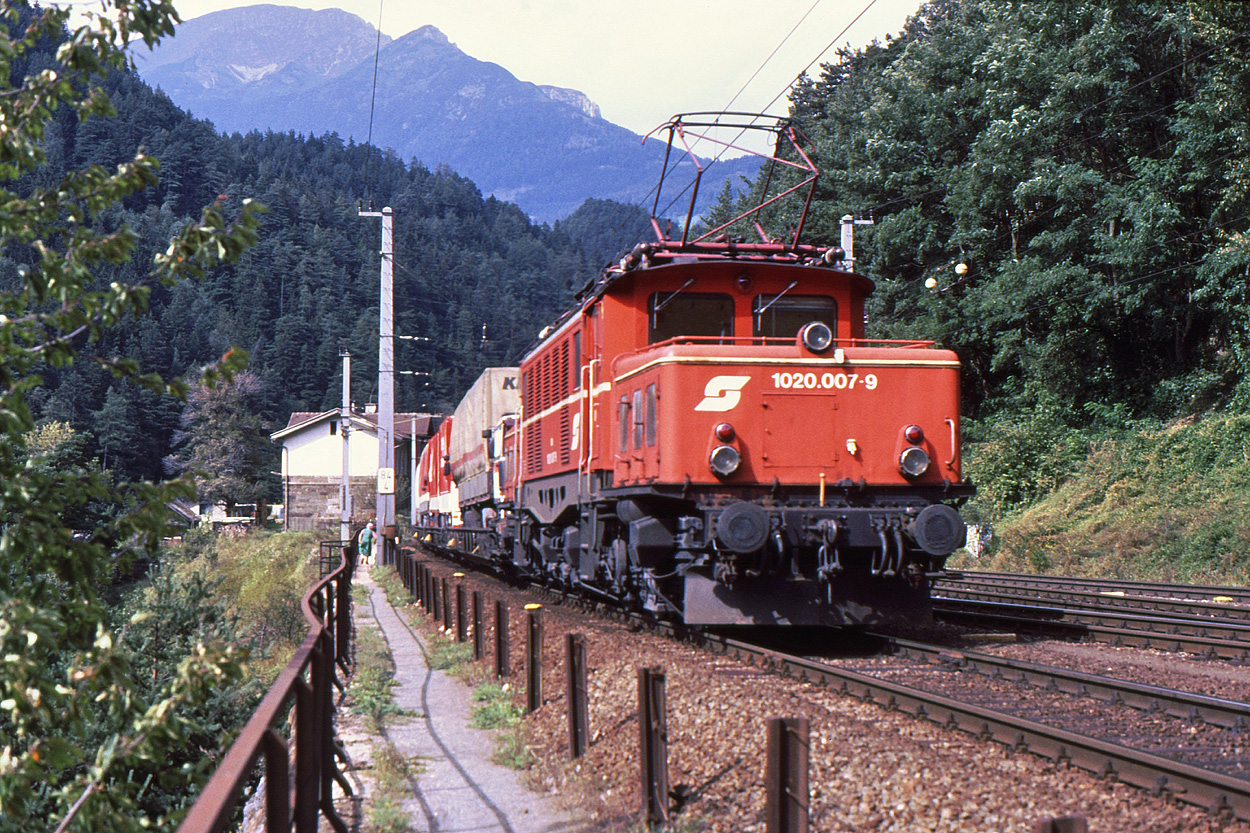
ÖBB 1020.007‑9 mit Güterzug auf der Brennerbahn (1992)

Bereits bei der Planung der Lokomotiven war Österreich an das Dritte Reich angeschlossen. Deshalb wurde der Einsatz im ehemals österreichischen Bahnnetz auf den Alpenrampen Arlbergbahn, Karwendelbahn, Karawankenbahn, Tauernbahn und Brennerbahn als Zug-, Vorspann- und Schiebelokomotive explizit vorgesehen. Ab 1940 stellte die Deutsche Reichsbahn die Lokomotiven auch in der sogenannten Ostmark (ehem. Republik Österreich) als Baureihe E 94 in Dienst.

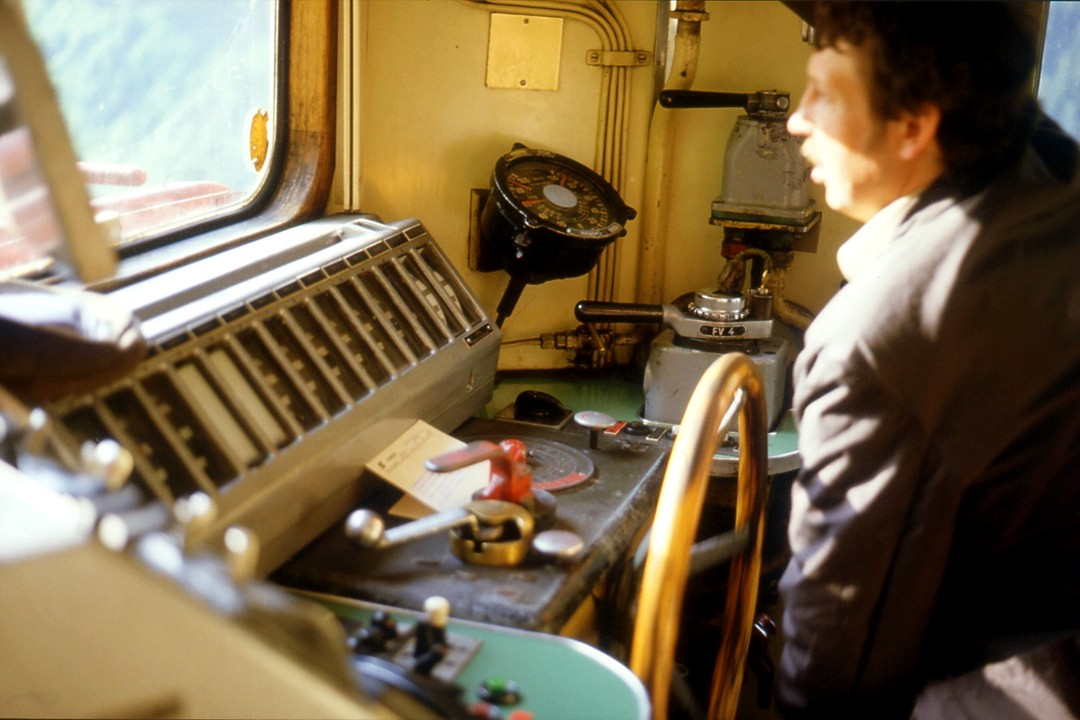
Führerstand einer 1020 nach Modernisierung

Nach Kriegsende befanden sich 44 Lokomotiven in Österreich. 1953/54 stellten die Österreichischen Bundesbahnen (ÖBB) aus Teilen der nicht fertiggestellten E 94 146 bis 148 drei weitere Lokomotiven (1020.45–1020.47) her. Dabei gab es einige Abweichungen von der Serie, die dazu führten, dass diese Lokomotiven eher abgestellt werden mussten, als die Serienloks; lediglich die letztgebaute Maschine ist als Nostalgielok noch vorhanden. Die Reihenbezeichnung wurde gleichzeitig 1954 in Reihe 1020 geändert, wobei auch die Ordnungsnummern verändert wurden.
Die Reihe 1020 wurde über Jahrzehnte im Güterzug- und Rampendienst eingesetzt und war in allen wichtigen Zugförderungen stationiert. Die Lokomotiven beförderten auch Züge in das benachbarte Ausland, bis München, Tarvis (Italien) und Jesenice (Slowenien).
1967 bis 1980 wurden fast alle Lokomotiven, bis auf die nachgebauten, modernisiert. Sie erhielten unter anderem zwei gummigefasste Stirnfenster (ursprünglich waren es drei schmale), an den Vorbauten fest angebaute Scheinwerfer-Schlusslicht-Kombinationen und Düsenlüfter an den Vorbauten. Des Weiteren gab es Anpassungen an der elektrischen Ausrüstung, so wurde die E-Bremse modernisiert, neue Stromabnehmer mit sogenannten Wanischwippen und Druckluftschnellschalter als Hauptschalter eingebaut. Die Führerstände wurden ebenfalls nach damals aktuellen Standard modernisiert, dies beinhaltete neue Anzeigeinstrumente, neue Oerlikon-Bremsventile, einem Schlitten mit den Geräten zur Inbetriebnahme sowie später auch eine Zugfunkanlage.
Ab 1970 wurde für die modernisierten Lokomotiven auch ein neuer Anstrich in Blutorange statt Tannengrün eingeführt, später erhielten wenige 1020er noch eine Valousek-Lackierung in Verkehrsrot mit Bauchbinde an den Vorbauten.
1995 wurden die letzten Lokomotiven dieser Reihe ausgemustert.
Einzelne Fahrzeuge stehen als Museumsfahrzeuge weiter in Betrieb, so zum Beispiel die 1020.042‑6 oder die 1020.18-6 (ex E94.001).

## Konstruktive Merkmale
Die Lokomotiven besitzen einen Tatzlager-Antrieb, dabei bilden Motor und Getriebe mit beidseitigen Zahnraduntersetzungen eine bewegliche Brücke zwischen der ungefederten Achswelle und dem gefederten Drehgestellrahmen. Die mittlere Achse ist leicht asymmetrisch angeordnet. Die Spurkränze dieser Achse sind wegen besserer Bogenläufigkeit um 10 Millimeter geschwächt. Die Drehgestelle sind miteinander zur Übertragung der Zug- und Stoßkräfte gekuppelt.
Der Rahmen stützt sich elastisch auf drei Punkten auf dem Drehgestell ab. Die Vorbauten ruhen auf den Enden der Drehgestelle, in ihnen sind die Lüfter der äußeren und mittleren Fahrmotoren untergebracht, außerdem Kompressor, Hauptluftbehälter und Batterie. Im Maschinenraum sind neben dem Transformator und dem Schaltwerk die Lüfter für die inneren Motoren untergebracht. Das Schaltwerk hat 18 Dauerfahrstufen. Auf dem Dach befinden sich neben zwei Scherenstromabnehmern die Widerstände für die Widerstandsbremse und der Hauptschalter.
Die Nachbauten der Deutschen Bundesbahn (E 94 262–285) erhielten einen stärkeren Siemens-Motor Type WBM 487, mit dem sich die Stundenleistung auf 4680 Kilowatt erhöhte. Anfang der 1970er Jahre erhielten auch die 194 140, 141, 142, 155, 180, 181 und 182 diesen Motor. Bei den Lokomotiven E 94 141, 142, 270 und 271 wurde versuchsweise eine Hochspannungssteuerung eingebaut, bei der die Fahrstufen auf der Primärseite des Trafos geschaltet werden, damit waren 28 Fahrstufen möglich. Da dafür ein höherer, aus dem Dach herausragender Trafo nötig war, verzichtete man auf die Widerstandsbremse.
Ab 1970 wurde bei den von Siemens nachgebauten Lokomotiven 194 262 bis 285 sowie den beiden nachträglich mit diesem Motor nachgerüsteten Exemplaren 194 141 und 142 die Höchstgeschwindigkeit auf 100 km/h erhöht und sie erhielten die Nummern 194 562 bis 585 sowie 541 und 542.

## Erhaltene Lokomotiven der Baureihe
Erhaltene DB-Lokomotiven:

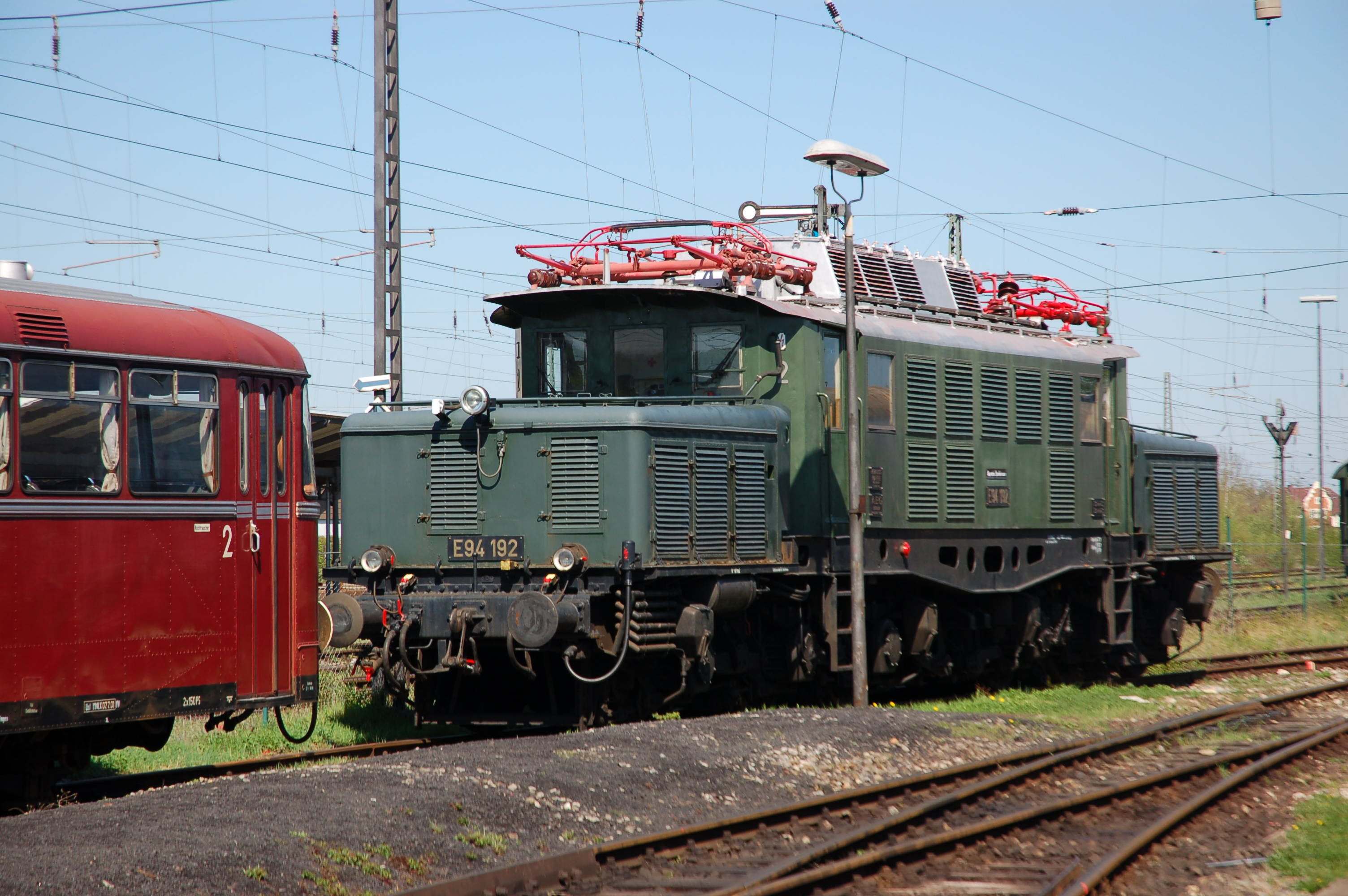
E 94 192 in Nördlingen

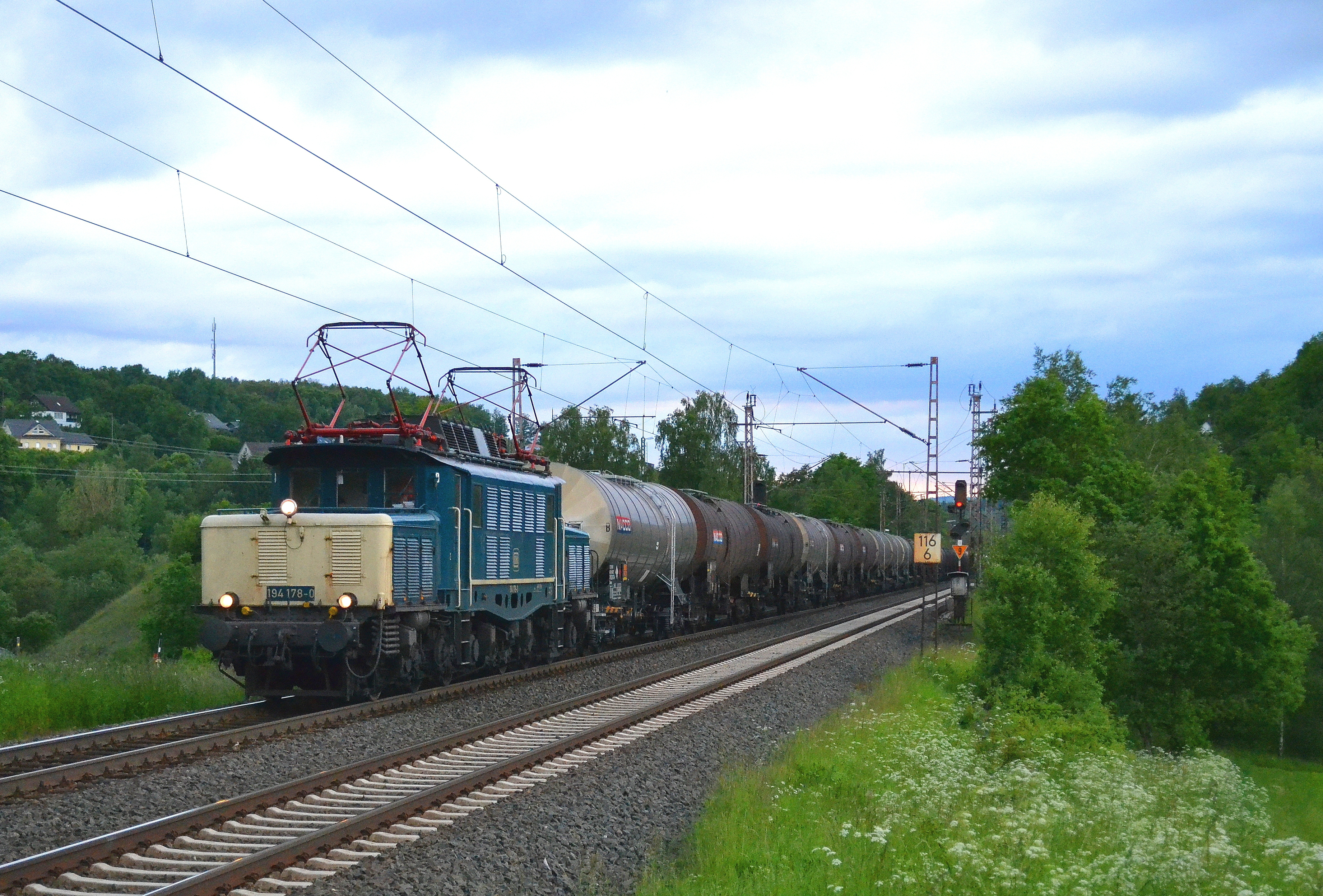
Die blau-beige 194 580 von Rail 4U mit einem Güterzug bei Rudersdorf auf der Dillstrecke

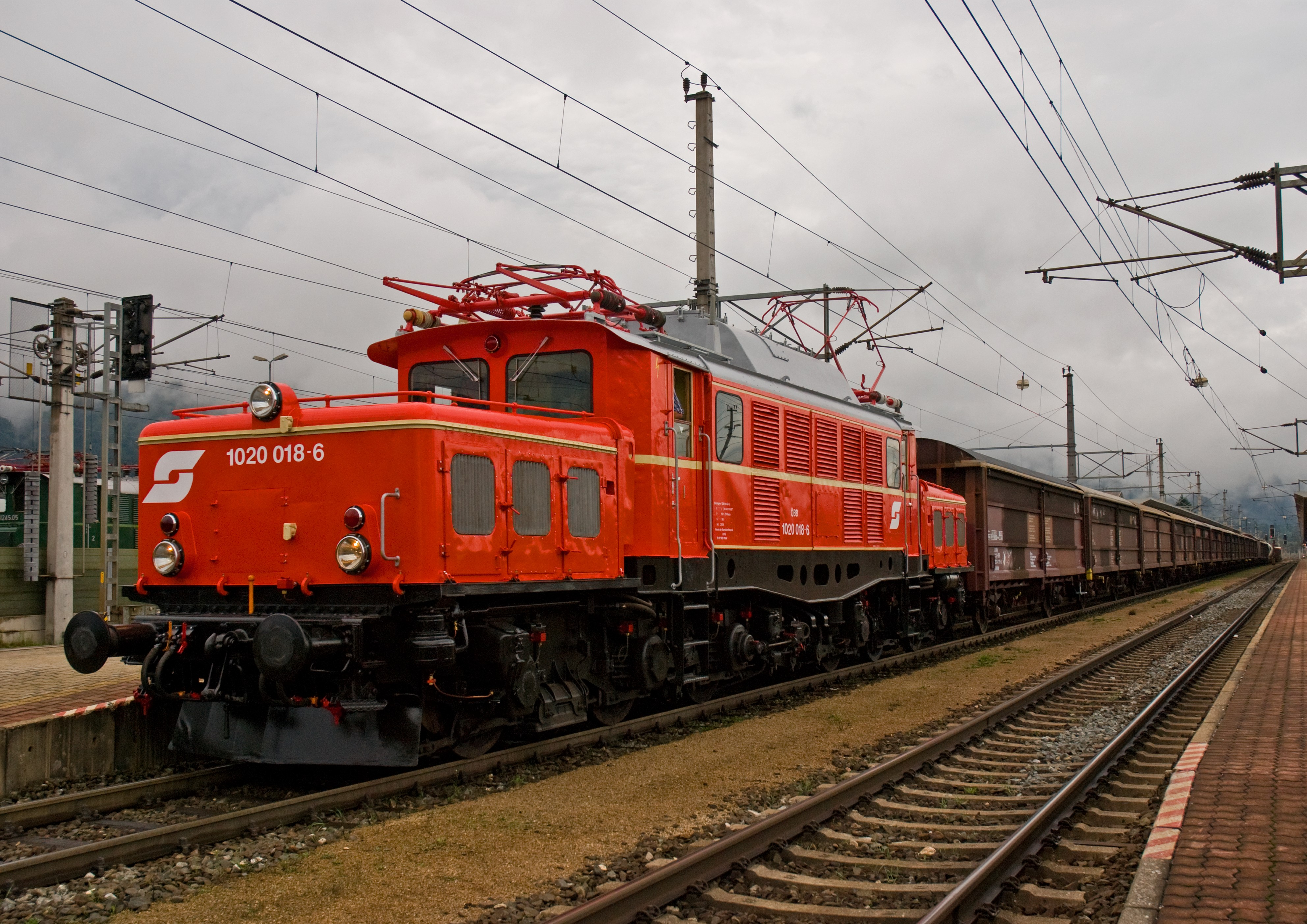
Die blutorange lackierte 1020.018 (ex E 94 001) in Wörgl Hbf

- 194 051 befindet sich im Eisenbahnmuseum Bahnwelt Darmstadt-Kranichstein.
- E 94 080 befindet sich im Eisenbahnmuseum Bochum-Dahlhausen und ist in einem guten Zustand, aber nicht betriebsfähig
- E 94 135  befindet sich im Eigentum des Bayerischen Eisenbahnmuseums in Nördlingen.
- 194 158 wurde zwischen 1998 und 2001 von der Arbeitsgemeinschaft historische Eisenbahnfahrzeuge e. V. wieder hergerichtet und gehörte bis 2018 zum Einsatzbestand von Rail 4U (Lokführerin Barbara-Birgit Pirch). Im Sommer 2019 wurde sie als Leihgabe an die Museumseisenbahn Hamm übergeben und wird nach abgeschlossener Hauptuntersuchung dort seit Sommer 2021 für Sonderzugfahrten eingesetzt.[6]
- E 94 192 steht beim Bayerischen Eisenbahnmuseum in Nördlingen und fährt für die BayernBahn GmbH
- E 94 279 gehört zum Bestand des DB Museums und befindet sich in der Obhut der IG E 94 279 im Bw Kornwestheim[7]
- 194 580 war seit 1996 beim Eisenbahnmuseum Glauchau und führte Schiebeleistungen auf der Spessartrampe durch, um zu ihrem eigenen Unterhalt beizusteuern.[8][9] Nach einer Aufarbeitung war sie ab 2010 für Rail 4U (Lokführerin Barbara-Birgit Pirch) im Einsatz. Dafür wurde sie in der ehemaligen Farbgebung der Deutschen Bundesbahn in Ozeanblau/Beige lackiert und erhielt die Betriebsnummer 194 178‑0, der einzigen original in dieser Farbvariante umlackierten 194, auch Blaue Mauritius genannt.[10] Die Lokomotive ist wegen eines Unfalls seit Juni 2013 außer Betrieb. Nach Abstellung in Eisenach steht sie seit Februar 2020 im Eisenbahnmuseum Weimar.[11]
- E 94 281 gehört zum Bestand des DB Museums und steht als Ersatzteilspender für die E 94 279 in Kornwestheim

Erhaltene DR-Lokomotiven:
- 254 040 im Museum Hermeskeil
- 254 052 Lokwelt Freilassing, Verein der Freunde des Historischen Lokschuppens 1905 Freilassing, ehemals LEG, derzeit nicht betriebsfähig[12]
- 254 056 gehört zum Bestand des DB Museums und steht auf dem Museumsgleis im Leipziger Hauptbahnhof.
- 254 058 in der Sammlung Falz in Falkenberg (Elster) oberer Bahnhof
- 254 059 im Sächsischen Eisenbahnmuseum, Chemnitz-Hilbersdorf
- 254 066 in Hermeskeil
- 254 106 im Eisenbahnmuseum Weimar
- 254 110 im Museum Hermeskeil

Erhaltene ÖBB-Lokomotiven:

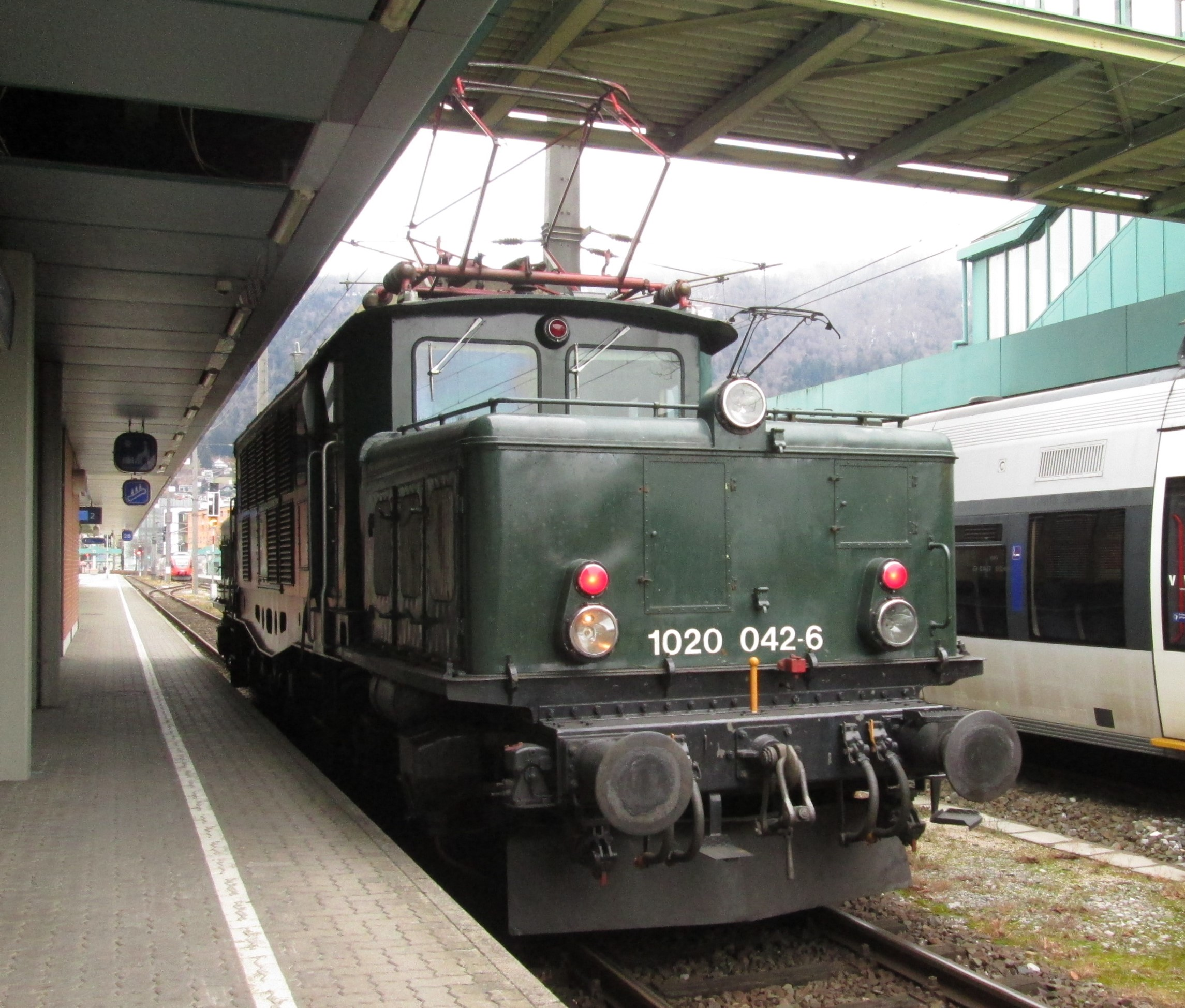
Museumslok 1020.042‑6 im Bahnhof Bregenz

- 1020.001 (ex E 94 008) bei Metrans in Laa an der Thaya (Ersatzteilspender)
- 1020.003 (ex E 94 011) in Aufarbeitung bei der ÖGEG
- 1020.005 (ex E 94 030) bei Metrans in Laa an der Thaya (Ersatzteilspender). Am 7. März 2020 wurde die Lokomotive[13] mit nicht betriebsfähiger Bremse von Laa an der Thaya nach Hersbruck r. P. überführt. Im November 2022 war die Lokomotive optisch wieder hergerichtet, grün lackiert und mit „Deutsche Bundesbahn“ sowie der Betriebsnummer 194‑030‑3 beschriftet.
- 1020.010 (ex E 94 088) betriebsfähig als E94 088, 1999 an die GES nach Kornwestheim, 2018 verkauft an EZW (Elektrische Zugförderung Württemberg), Einsätze im süddeutschen Raum,[14][15] zweiteilige Frontscheiben
- 1020.012 (ex E 94 123) im Privatbesitz (Ersatzteilspender für 1020.010 / E 94 088)[16]
- 1020.017 (ex E 94 135) Bayerisches Eisenbahnmuseum Nördlingen
- 1020.018 und 1020.023 (ex E 94 001 und E 94 006) beim Verein der Eisenbahnfreunde in Lienz
- 1020.022 (ex E 94 005) bei der ÖGEG (Ersatzteilspender)
- 1020.024 (ex E 94 025) bei der ÖGEG (Ersatzteilspender)
- 1020.037 (ex E 94 099) betriebsfähig, bei der ÖGEG
- 1020.038 (ex E 94 100) im Eisenbahnmuseum Strasshof
- 1020.041 (ex E 94 103) ab Ende Oktober 1999 in ursprünglicher oranger ÖBB-Lackierung im Bestand der ESG-Eisenbahn- und Sonderwagen Betriebsgesellschaft mbH (ESG – Die blauen Wagen)[17], die ihren Fahr-Betrieb im Dezember 2003 einstellte[18] und die Lok verkaufte. Anschließend fand die Lok bei SCF Eisenbahn-Betriebsgesellschaft UG ein neues Zuhause. Die Lok wurde im Mai 2021 nach Euskirchen überführt.[19] (ex ProLok, ex SLB, ex 2003‑2013 bei der Mittelweserbahn, bis 2012 im Schubdienst auf der Spessartrampe)
- 1020.042 (ex E 94 104) im Privatbesitz des Vereins 1020.042‑6, auch mit einem SBB-Stromabnehmer ausgerüstet und kann uneingeschränkt auf dem SBB-Netz verkehren, stationiert in Wolfurt. Diese Lok war bereits in drei Unfälle auf der Arlbergbahn verwickelt: Lawinenabgang in Dalaas 12. Jänner 1954, Kollision in Flirsch 1966, Zugentgleisung bei Hintergasse 21. Februar 1971.[20]
- 1020.044 (ex E 94 136) bei Metrans in Laa an der Thaya
- 1020.047 im Eisenbahnmuseum Strasshof, Nachbaumaschine von 1954, weitgehend in den Ursprungszustand versetzt und 2005/06 in der Zugförderungsstelle Saalfelden aufgearbeitet und neu lackiert

## Bilder

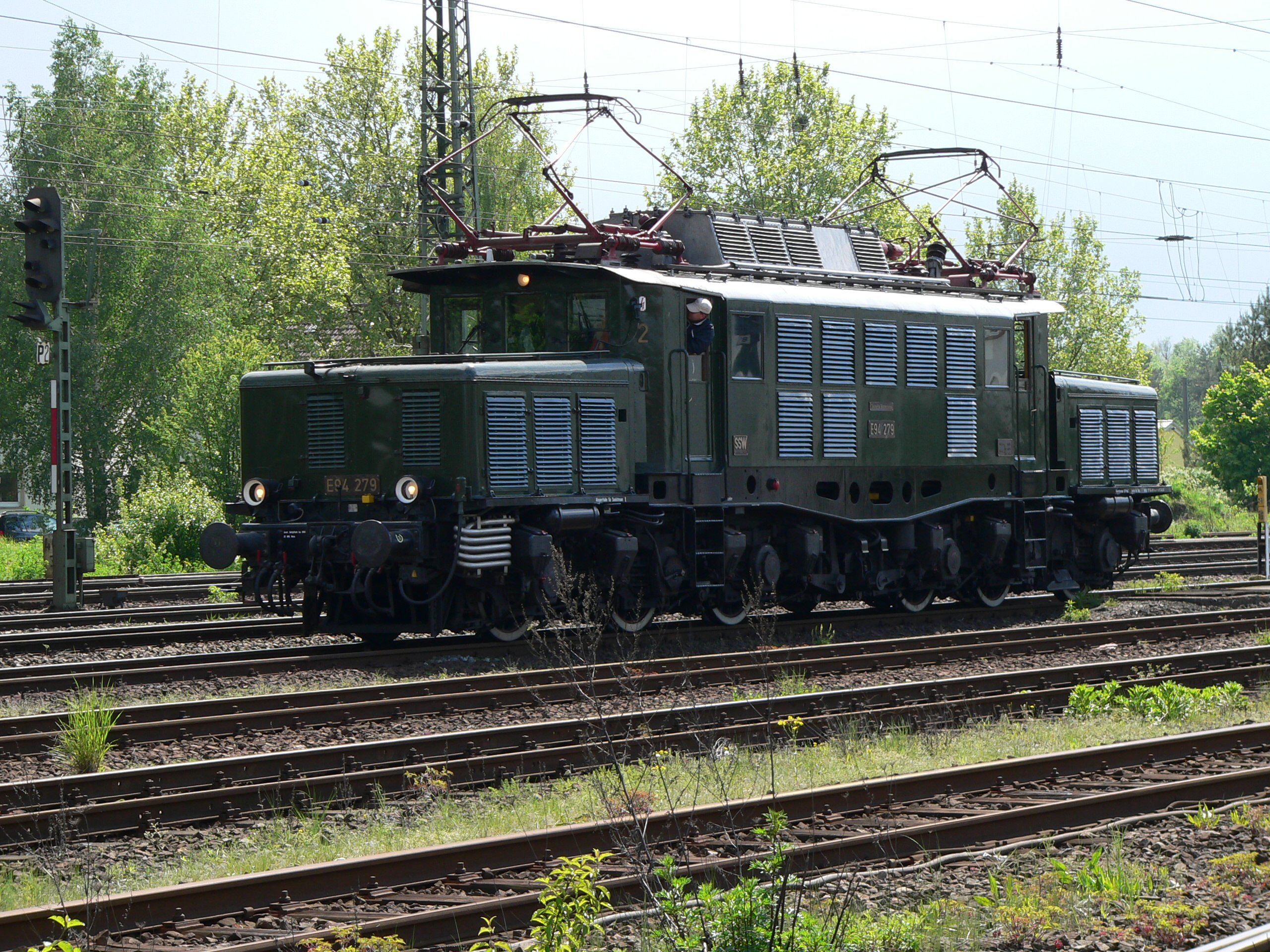
E 94 279 in Kranichstein
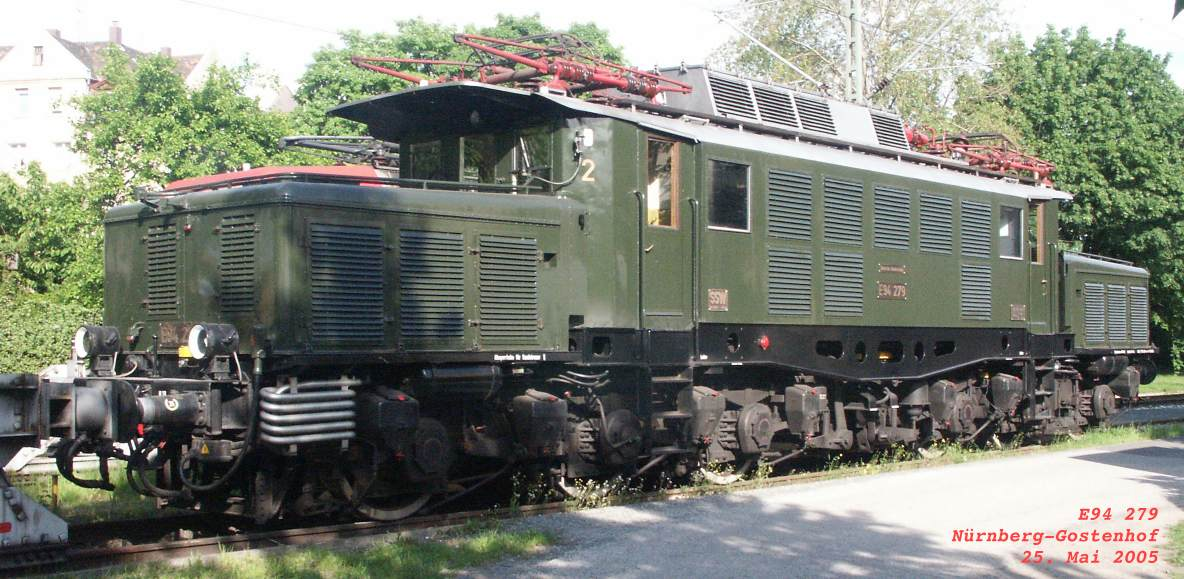
E 94 279 am 25. Mai 2005 in Nürnberg-Gostenhof
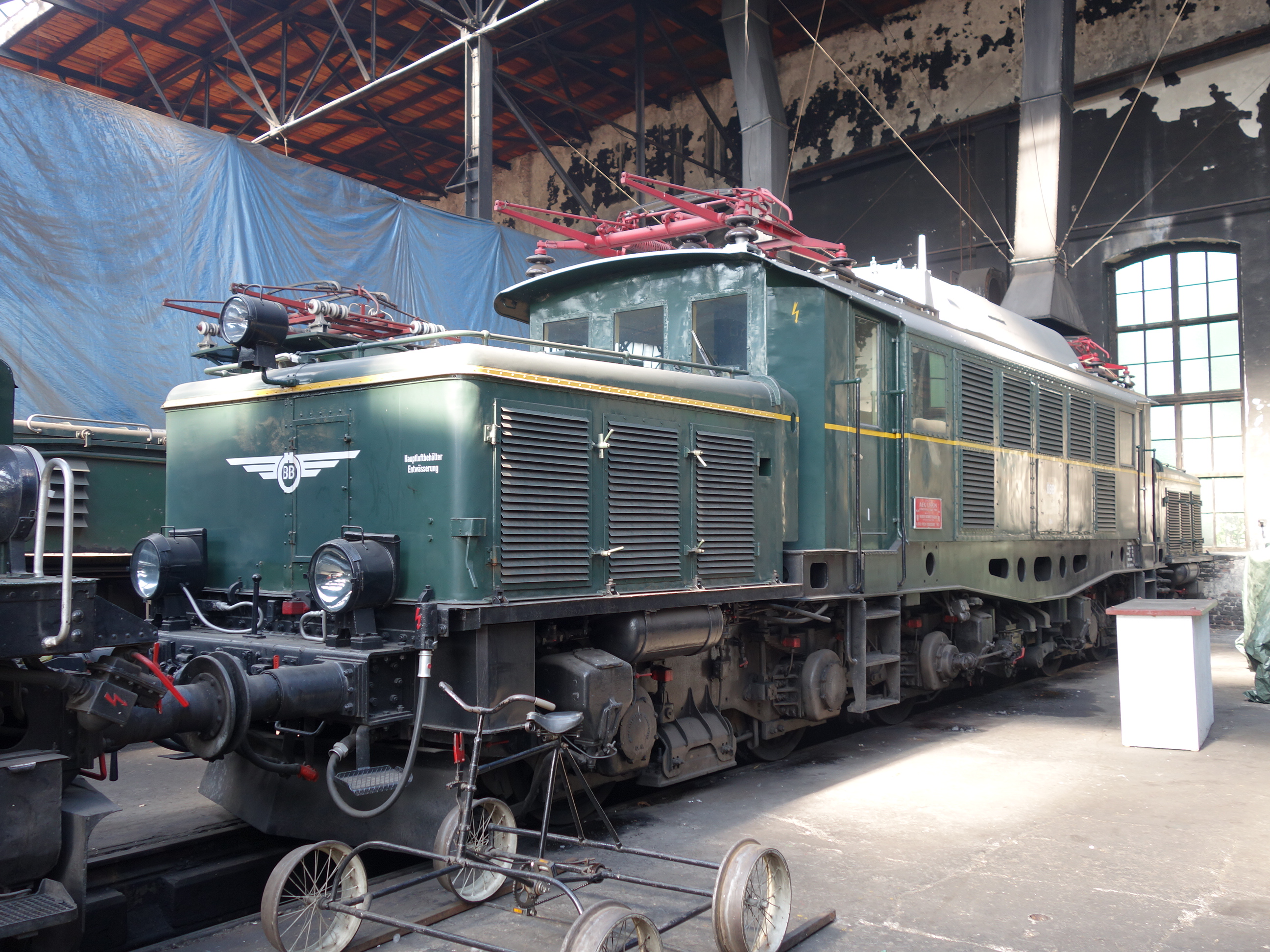
ÖBB-Nachbaulok 1020.47 von 1954 (AEG/Floridsdorf)
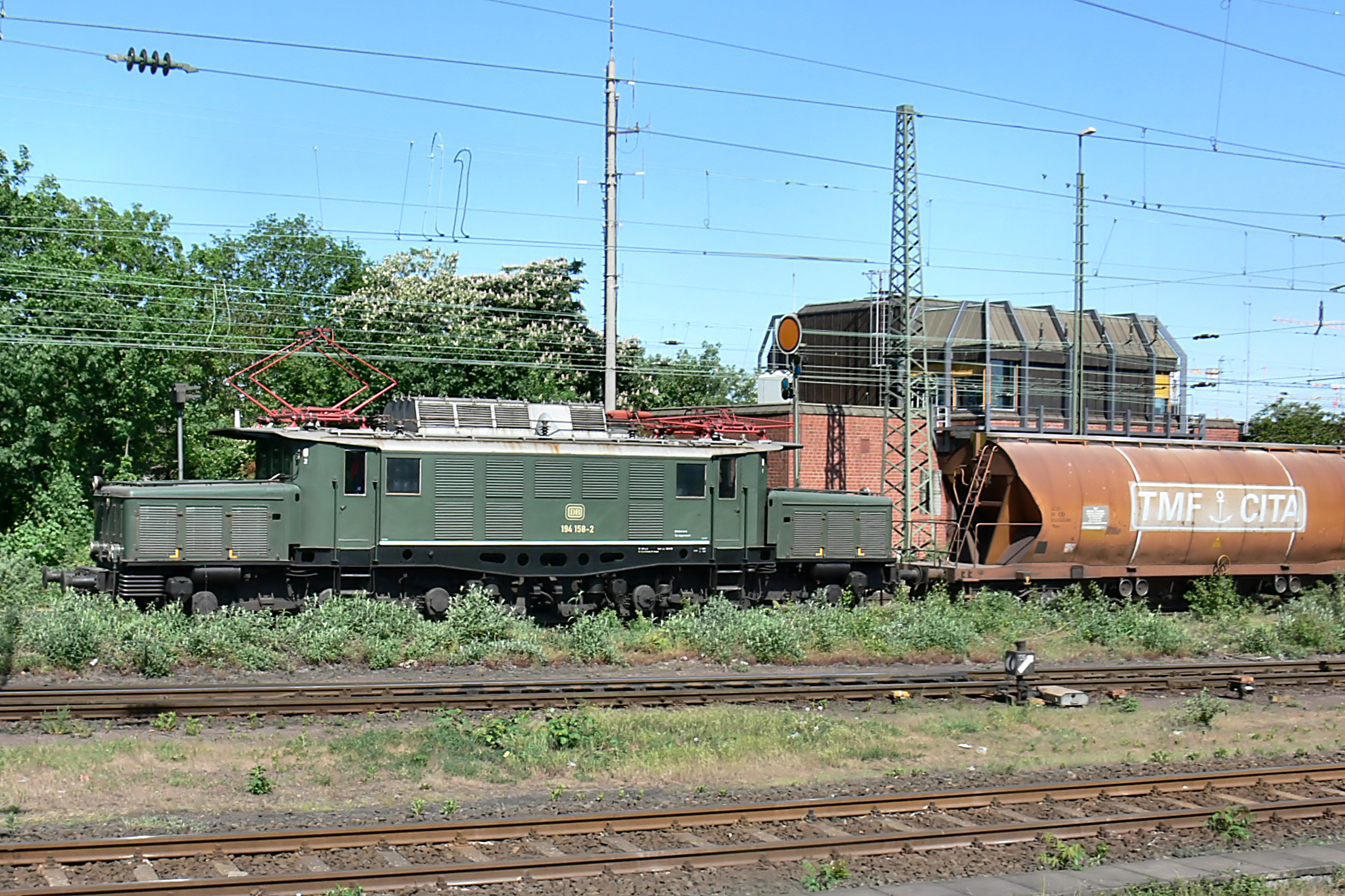
194 158 am 1. Mai 2007 in Neuss
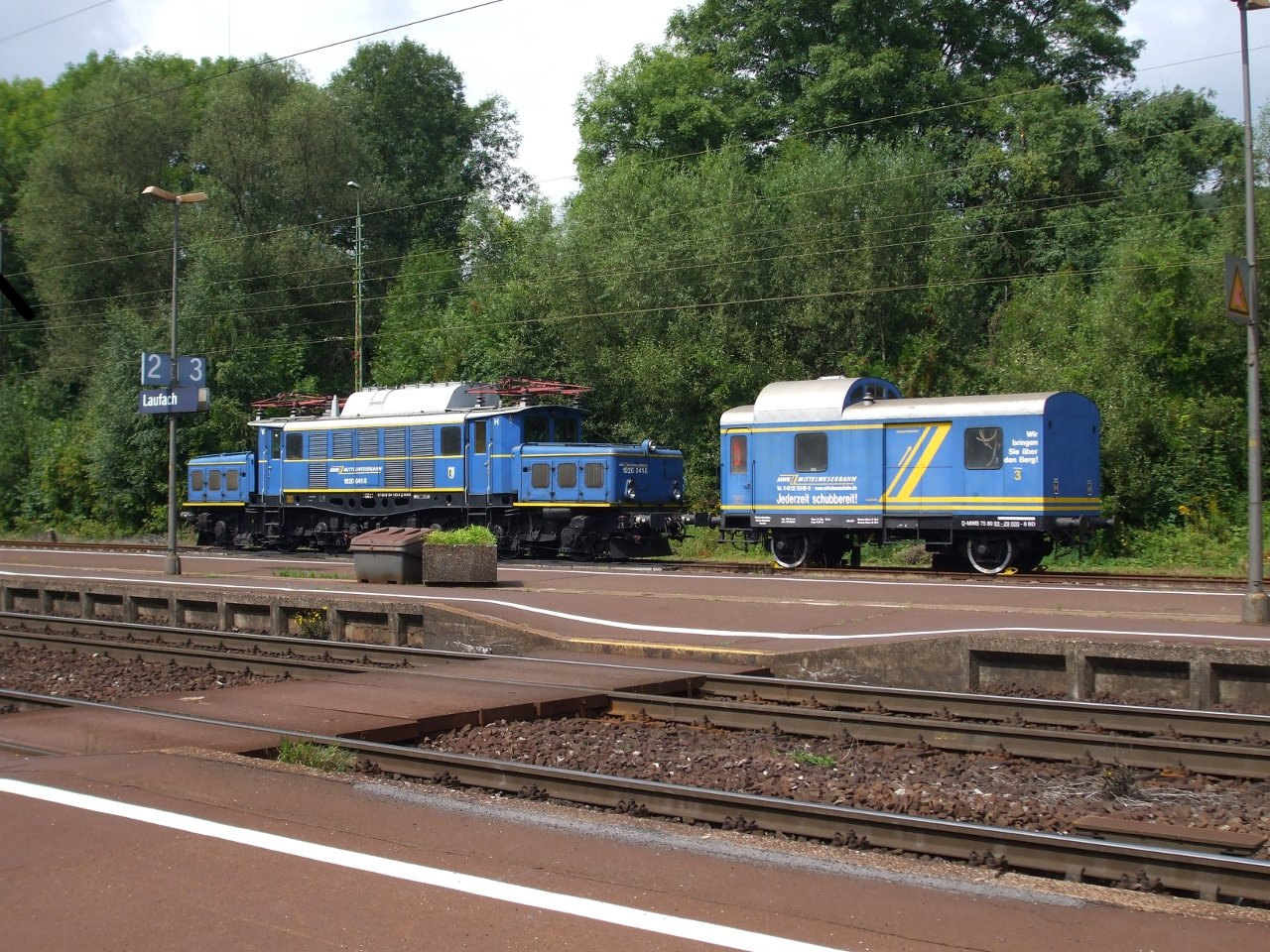
MWB 1020 041 abgestellt in Laufach
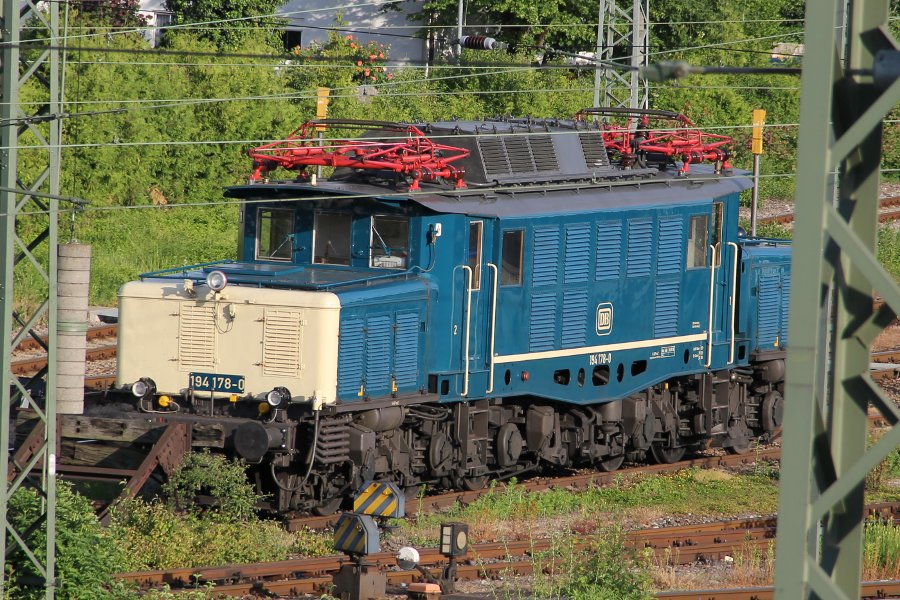
194 178 (194 580) am 29. Mai 2011 im Hauptbahnhof Ingolstadt
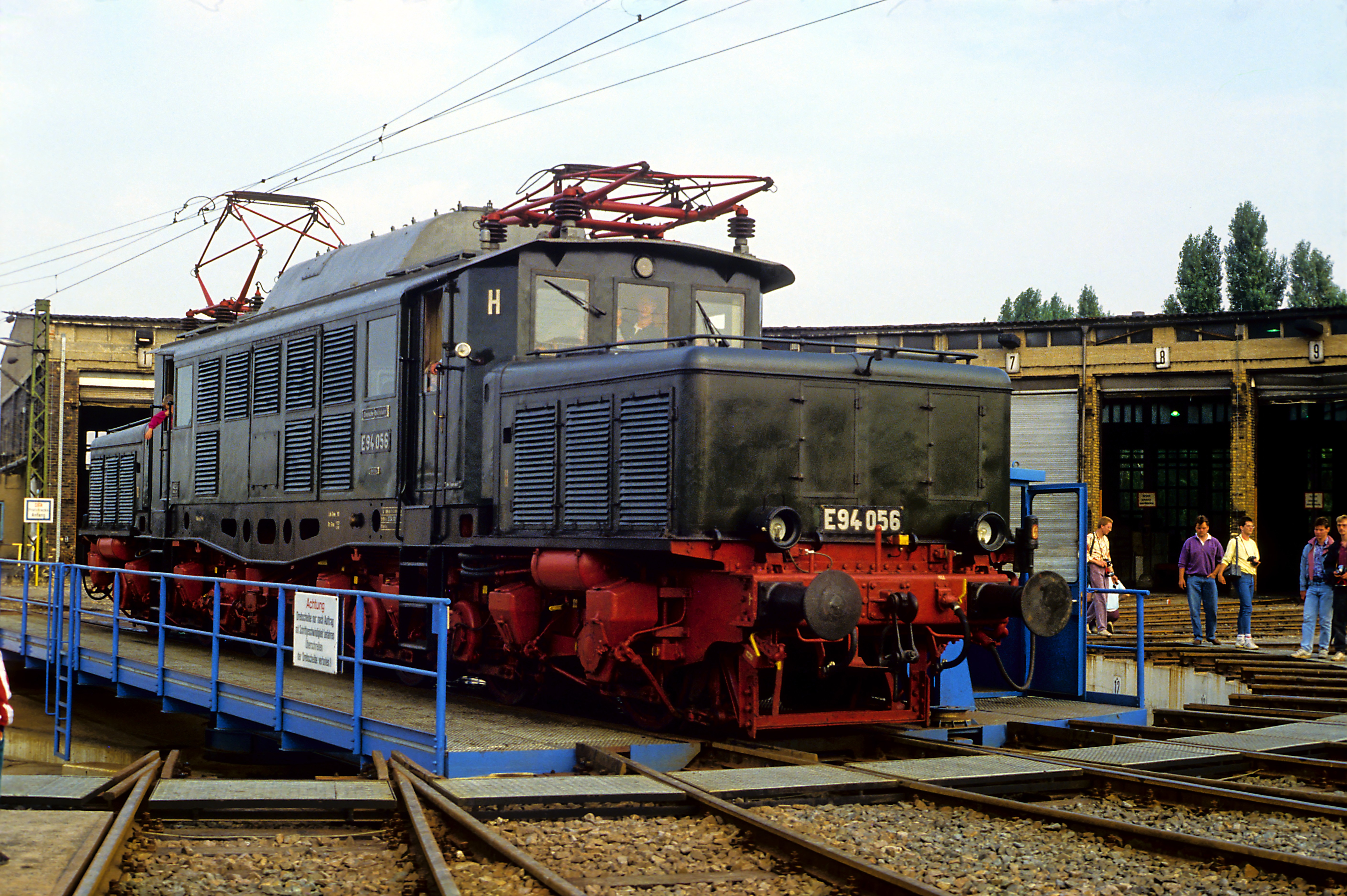
E 94 056 im DR-Outfit
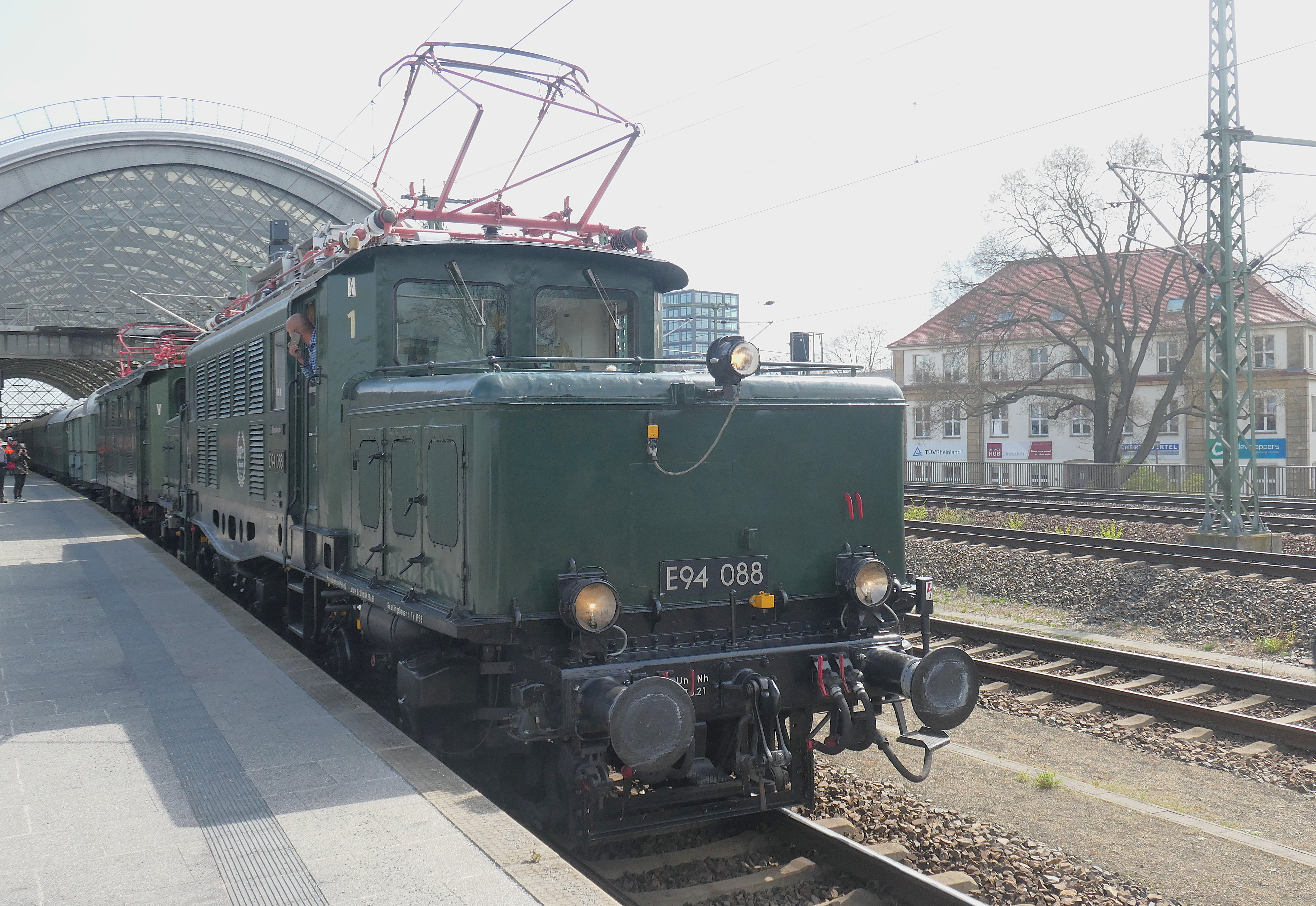
E 94 088 auf Sonderfahrt zum Dresdner Dampfloktreffen 2025